# Uraecha chinensis
Uraecha chinensis là một loài bọ cánh cứng trong họ Cerambycidae.